# Wąsatka szlachetna
Wąsatka szlachetna (Polymixia nobilis) – gatunek morskiej ryby wąsatkokształtnej z rodziny wąsatkowatych (Polymixiidae), zamieszkującej tropikalne i subtropikalne wody wszechoceanu. Jest typem nomenklatorycznym rodzaju Polymixia. Charakterystyczną cechą tej ryby są promienie płetwy grzbietowej, spośród których tylko 5 jest twardych, a pozostałe 34–37 miękkich. Cecha ta świadczy o pokrewieństwie wąsatkokształtnych – rzędu, do którego należy wąsatka szlachetna – z młodszymi ewolucyjnie grupami promieniopłetwych.